# Vuelo 576 de Aeroméxico
El Vuelo 576 de Aeroméxico fue un vuelo mexicano de pasajeros doméstico de Cancún a Ciudad de México, que fue secuestrado el 9 de septiembre de 2009. El avión aterrizó en el Aeropuerto Internacional de la Ciudad de México, en donde los pasajeros fueron liberados. Un rato después, la tripulación también fue liberada y las autoridades detuvieron a cinco hombres en conexión con el secuestro aéreo. Sin embargo, solamente uno de los detenidos en custodia fue identificado por las autoridades como el autor. La demanda principal del secuestrador era hablar con el presidente Felipe Calderón Hinojosa.

## Vuelo de Cancún a Ciudad de México
El vuelo 576 de Aeroméxico despegó del Aeropuerto Internacional de Cancún a las 11:38 hora local (16:38 UTC), de acuerdo con los registros de vuelo. Originalmente estaba programado hacia el Aeropuerto Internacional de la Ciudad de México, donde debía aterrizar a las 13:50 hora local (18:50 UTC). Inicialmente se creía que había un total de 112 personas a bordo, incluyendo tanto mexicanos como extranjeros de Francia y los Estados Unidos.
Todos los pasajeros fueron liberados después de que el avión tocó tierra en la Ciudad de México, donde fue dirigido a una parte solitaria de la pista de aterrizaje 23L. Los pasajeros fueron vistos entrando en autobuses después de abandonar la aeronave. Fuerzas de seguridad fuertemente armadas rodearon la aeronave mientras los secuestradores y la tripulación permanecieron a bordo, de acuerdo con reporteros en el lugar.
Los secuestradores, reportados como tres hombres de Bolivia, exigían hablar con el presidente Felipe Calderón Hinojosa. Aseguraban estar cargando un paquete con cinta adhesiva y cables, el cual decían era un artefacto explosivo improvisado. El gobierno entró en una reunión de emergencia, en lo que fue descrito como una emergencia nacional. A las 14:37, la mayoría de los pasajeros habían sido retirados del avión, y evacuados en autobús.

## Fin del secuestro
A las 14:56 hora local, la Policía Federal se introdujo en la aeronave y tomaron a cinco hombres en custodia, sin tener que disparar sus armas. La Embajada de Bolivia en Ciudad de México negó que alguno de sus ciudadanos estuviera involucrado.
Poco después del aterrizaje, algunos pasajeros reportaron ver a un secuestrador quien llevaba cargando un paquete que resemblaba un artefacto explosivo improvisado; sin embargo, la búsqueda por parte del escuadrón anti bombas resultó en que no había ningún explosivo. Televisa reportó la explosión controlada de una pieza de equipaje a las 16:00.
El Secretario Federal de Seguridad Pública, Genaro García Luna, hablando en la conferencia de prensa después del incidente, identificó al individuo como José Marc Flores Pereira (alias "Jósmar"), un ciudadano Boliviano. García Luna también reportó que Flores había permanecido un tiempo como prisionero en el penal de Santa Cruz de la Sierra. Mientras Flores Pereira afirmó una reclamación divina para realizar el secuestro, medios de comunicación locales señalaron que tenía una historia relacionada con problemas con las drogas y alcohol. Flores aseguró que los motivos del secuestro eran místicos y religiosos, explicando que la fecha del secuestro fue 9/9/09, el cual es el número satánico 666 invertido. Un artefacto no explosivo consistiendo de dos latas de jugo de fruta, rellenadas con tierra y adornadas con bulbos de luz fueron encontradas en su posesión.
El miembro del congreso del estado de Quintana Roo, Hernán Villatoro Barrios estaba a bordo del vuelo y dijo, en una entrevista por radio, que el secuestrador cargaba con una biblia, decretó una serie de profecías religiosas y advirtió que el presidente Calderón no debería atender las tradicionales celebraciones del Día de la Independencia en el Zócalo de la Ciudad de México el 16 de septiembre porque predecía que habría un terremoto.